# 免疫グロブリンM

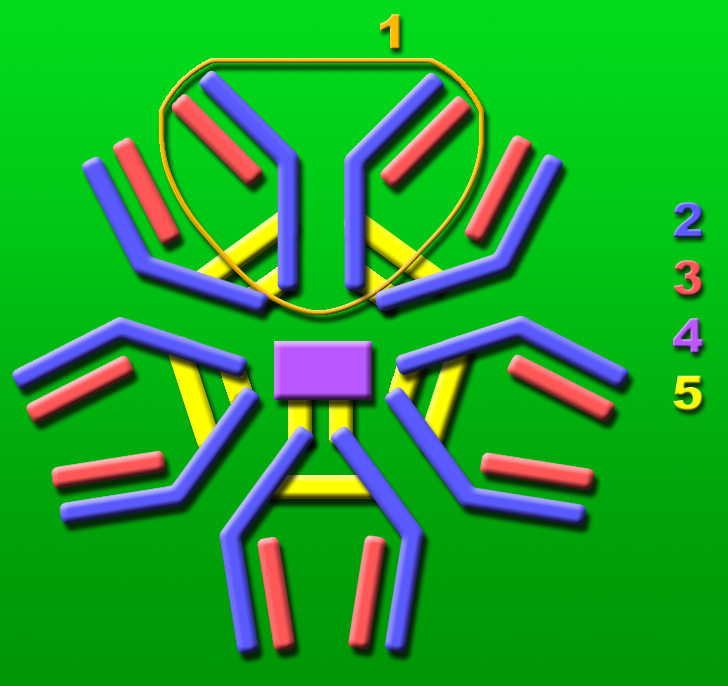
IgMの構造。1はユニット単位、2は重鎖、3は軽鎖、4はJ鎖、5は分子内ジスルフィド結合

IgMの構造の模式図。青は重鎖、黄は軽鎖

免疫グロブリンM（めんえきグロブリンM、Immunoglobulin M、IgM）は、B細胞に存在する抗体のクラス（アイソタイプ）の一つである。赤血球のABO式血液型の由来となるA抗原、B抗原に対する主な抗体もこれに属するものである。またヒトの持つ中では最もサイズが大きな抗体でもある。抗体は無脊椎動物には見られず、軟骨魚類以降の脊椎動物で見つかっており、IgMのみがそのすべてで共通に見られる。

## 構造と機能
IgMでは、いくつかの免疫グロブリンがジスルフィド結合でつながって多量体を形成している。五量体が多いが六量体のものもあり、五量体の分子量は約900kである。1つの単量体が2つの抗原結合部位を持っているため、五量体のIgMには合計10個の抗原結合部位があることになる。しかし抗原のサイズが大きいため、通常IgMに10個の抗原が同時に結合することはない。
J鎖は五量体のIgMにはあるが、おそらく空間の制約のために六量体のIgMには現れない。またJ鎖を欠いた五量体もある。現在のところ、五量体のどの部位にJ鎖があるかも、五量体には2つ以上のJ鎖が含まれることがあるのかも分かっていない。
IgMはとても大きな分子であるため拡散しにくく、少量が間質液中に存在し、ほとんどは血清中に存在する。
IgMは多量体であるため、親和力が大きく、補体活性も高い。

## 発現
生殖細胞では、重鎖のμ領域の遺伝子が最も先頭に位置している。このためIgMは成熟したB細胞で最初に発現する免疫グロブリンである。
またIgMは20週目ほどの胎児が最初に発現する免疫グロブリン、系統発生学的に最も早くに発達した免疫グロブリンでもある。

## 医療的な重要性
感染の初期に発現し生体防御の初段階を担うのはこのIgMに属すいずれかの抗体で、それらは症状が進むと再び発現するようになる。またIgMに属す抗体はヒトの胎盤を通過できない。
これらの2つの生物学的性質によって、IgMは感染症の診断に用いられる。患者の血清の中にIgMが見つかると感染症に罹っていることを意味する。また新生児の血清から見つかると、先天性風疹など子宮内での感染があったことが分かる。

## その他
IgMは、感染の体験がなく免疫がない時でも、血清中で特異的な抗原に結合していることがある。このためIgMは自然抗原と呼ばれることもある。この現象はおそらくIgMの抗原との高い親和性によるものであるものと思われる。例えば赤血球中でA抗原、B抗原と結合しているIgM抗体などである。
IgMは、血液型の違う輸血を受けた場合に血液が凝固する現象の主な原因である。